# В поисках завтрашнего дня
«В поисках завтрашнего дня» (англ. Search for Tomorrow) — американская дневная мыльная опера, транслировавшаяся с 3 сентября 1951 по 26 декабря 1986 года на протяжении тридцати пяти лет. Ближе к своему финалу, сериал был самой продолжительной не новостной программой на телевидении, хотя вскоре его рекорд побил «Направляющий свет».

## Обзор
«В поисках завтрашнего дня» дебютировал на CBS 3 сентября 1951 года и выходил на канале до марта 1982 года. Позже канал отказался от проекта и NBC сразу же подобрал сериал для дальнейшей трансляции, но спустя несколько лет все же закрыл его, показав финал 26 декабря 1986 года. Сериал был создан Роем Винсором, однако сценарием и руководством развития шоу занималась Агнес Никсон. С 1951 по 1968 год «В поисках завтрашнего дня» выходил в пятнадцатиминутном формате. Ведущим спонсором показа была компания Procter & Gamble, а также производители средств для мытья посуды и пылесосов. 11 сентября 1967 года сериал начал транслироваться в цвете, а с 9 сентября 1968 года хронометраж выпусков был увеличен до получаса.
Вплоть до 1967 года сериал транслировался в прямом эфире. В 1983 году на студии, снимавшей сериал, произошла авария и копии отснятых эпизодов были уничтожены, из-за чего актерам пришлось играть свои роли в прямом эфире. NBC был обвинен в фальсификации аварии, чтобы повысить рейтинги шоу на волне успеха фильма «Тутси», вышедшего годом ранее.
С 1951 по 1956 год «В поисках завтрашнего дня» был самой популярной дневной мыльной оперой. В последующие два десятилетия проект стабильно собирал средние рейтинги, однако в конце семидесятых его популярность пошла на спад. Рейтинги продолжали падать и CBS закрыл шоу в 1982 году, когда доля аудитории составляла лишь 6,8. Тем не менее NBC решил продлить сериал, однако рейтинги опустились ещё ниже. В сезоне 1986—1987 «В поисках завтрашнего дня» находился на последнем месте в рейтинговой таблице, собирая лишь долю 2,5 процента. Канал закрыл шоу в декабре 1986 года.